# 가르기 바차크나비

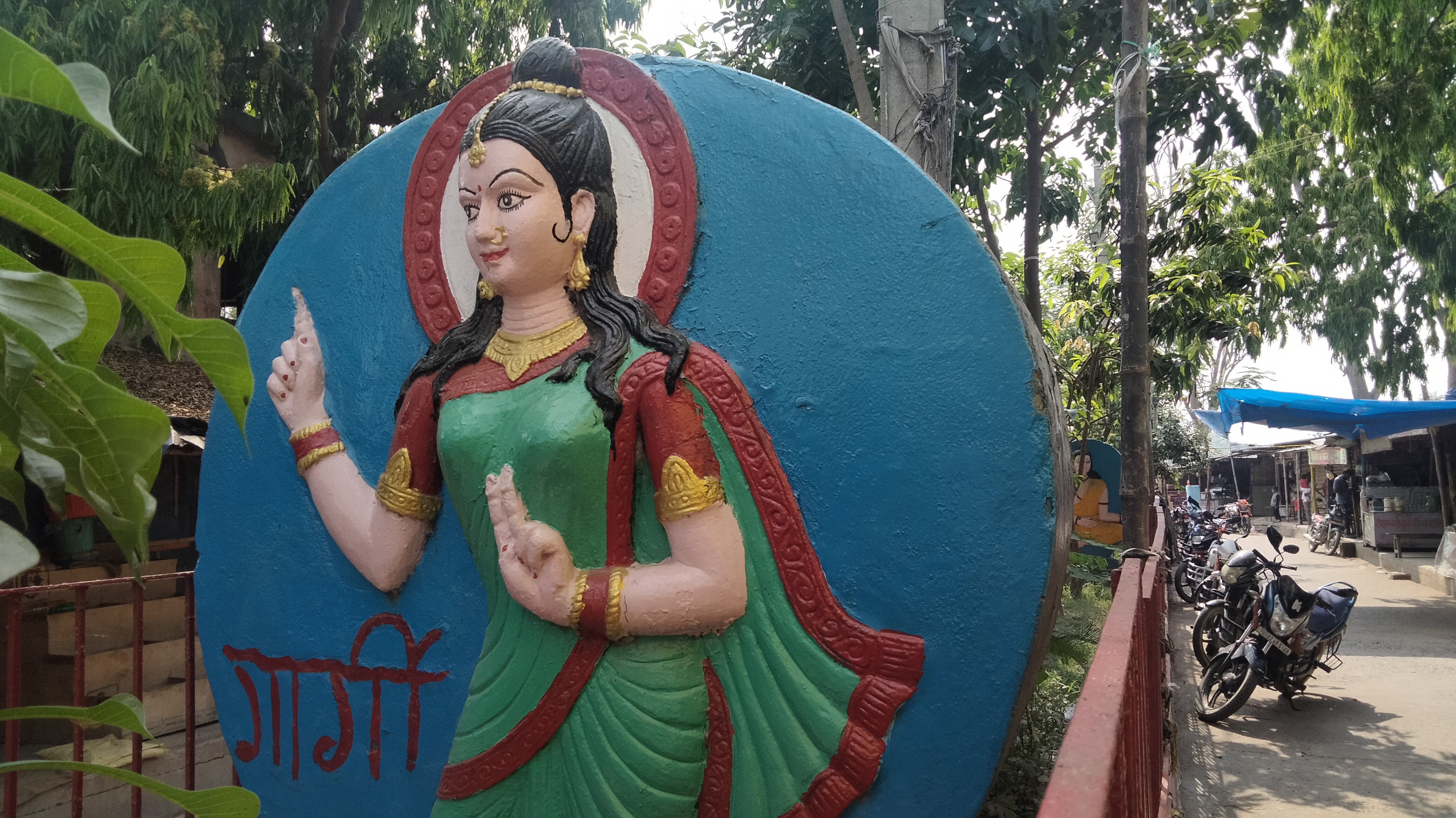
비하르주의 미틸라 지역 마두바니 지구의 베니파티 마을 근처에 있는 우차이스 바가와티 만디르 복합 단지에 있는 가르기의 동상

가르기 바차크나비(산스크리트어: गार्गी वाचक्नवी(데바나가리 문자); Gārgī Vāchaknavī (HK))는 고대 인도의 힌두 현자이자 철학자이다. 베다 문학에서 그녀는 위대한 자연 철학자로 존경받으며, 베다의 저명한 해설자이자 브라흐마 비드야에 대한 지식을 가진 사람인 브라흐마바디니로 알려져 있다. 브리하드아란야카 우파니샤드의 여섯 번째와 여덟 번째 브라마나에서 그녀의 이름은 비데하의 자나카 왕이 주최한 철학 토론인 브라흐마야즈나에 참여하며 두드러진다. 이 토론에서 그녀는 현자 야즈나발키야에게 아트만(영혼) 문제에 대해 당혹스러운 질문을 던졌다. 그녀는 평생 독신으로 지냈으며 힌두인들에게 존경받았다.
현자 가르가의 혈통을 이은 현자 바차크누의 딸인 가르기(기원전 800-500년경)는 아버지의 이름을 따서 가르기 바차크나비로 불렸다. 어린 시절부터 그녀는 베다 경전에 대한 깊은 관심을 보였고 철학 분야에서 매우 능숙해졌다. 그녀는 베다 시대에 베다와 우파니샤드에 대한 지식이 매우 풍부했으며 다른 철학자들과 지적 토론을 벌였다.

## 초기 생애
가르기는 현자 가르가의 혈통을 이은 현자 바차크누의 딸(기원전 800-500년경)이었으며, 따라서 아버지의 이름을 따서 이름 지어졌다. 어린 시절부터 바차크나비는 매우 지적이었으며, 베다와 경전에 대한 지식을 습득했다.

## 후기 생애
가르기는 바다바 프라티테이이와 술라바 마이트레이이와 함께 우파니샤드 시대의 가장 저명한 여성 중 한 명이었다. 그녀는 베다 시대 남성들만큼 베다와 우파니샤드에 대한 지식이 풍부했으며, 토론에서 남성 철학자들과도 충분히 겨룰 수 있었다. 그녀의 이름은 아스발라야나의 그리햐수트라에 등장한다. 그녀는 교육 전파에 큰 기여를 한 선도적인 학자였다.

## 야즈나발키야와의 토론
브리하드아란야카 우파니샤드에 따르면, 비데하 왕국의 자나카 왕은 라자수야 야즈나를 열고 인도의 모든 현자, 왕, 왕자들을 초대하여 참여하게 했다. 야즈나는 여러 날 동안 계속되었고, 영적인 신성함과 향기를 조성하기 위해 많은 양의 단향, 기(정화된 버터), 보리(곡물)가 야즈나 불에 바쳐졌다. 학자였던 자나카는 많은 현자들이 모인 것에 감명받았고, 그들 중에서 브라흐만에 대한 가장 많은 지식을 가진 학자를 찾고 싶어했다. 그는 이 학자에게 각각 10그램의 금을 가진 암소 1,000마리를 상으로 주겠다고 밝혔다. 참석한 학자들 중에는 야즈나발키야와 가르기 바차크나비가 있었다. 야즈나발키야는 쿤달리니 요가에 대한 그의 숙달 때문에 자신이 참석한 사람들 중 가장 뛰어나다고 믿었고, 그의 제자 삼스라바에게 소떼를 그의 집으로 이끌라고 명령했다. 그가 그렇게 하기 전에 바차크나비를 포함한 여덟 명의 현자들이 그에게 토론을 신청했다.

자나카의 사제인 아스발라, 아르타바가, 부즈유, 우샤스타, 웃달라카와 같은 현자들은 야즈나발키야와 토론했지만 패배했다. 그 다음 가르기가 도전에 나설 차례였다. 가르기는 야즈나발키야에게 학자들 사이에서 우위에 있다는 그의 주장에 대해 질문했고, 그들은 그와 토론을 시작했다. 가르기와 야즈나발키야의 대화는 현실의 궁극적인 "씨실"에 초점을 맞추었다("씨실"은 "구조나 실체의 기본적인 토대 또는 재료"를 의미한다). 야즈나발키야와의 초기 대화에서 그녀는 영혼의 끝나지 않는 상태와 같은 형이상학적 질문을 다루었다. 그런 다음 그녀는 그에게 "이 세상 전체가 물 위에서 앞뒤로 짜여져 있다면, 그렇다면 무엇 위에서 앞뒤로 짜여져 있습니까?"라고 물었는데, 이 질문은 세상의 본질적인 상호 연결성을 표현하는 흔히 알려진 우주론적 비유를 다룬 것이다. 브리하드아란야카 우파니샤드(3.6)에서 그녀는 야즈나발키야에게 다음과 같이 답하는 일련의 질문을 한다.
| “ | 공기 위에서, 가르기. 그렇다면 공기는 무엇 위에서 앞뒤로 짜여져 있습니까? 중간 지역 위에서, 가르기. 그렇다면 중간 지역의 세계는 무엇 위에서 앞뒤로 짜여져 있습니까? 간다르바의 세계 위에서, 가르기 | ” |

그녀는 계속해서 태양의 우주, 달, 별, 신들, 인드라, 프라자파티는 무엇인지와 같은 질문들을 이어나갔다. 그런 다음 가르기는 야즈나발키야에게 현실의 짜임을 계몽해 달라고 촉구하며 물었다.
| “ | 오 야즈나발키야여, 하늘 위에 있는 것, 땅 아래에 있는 것, 이 둘, 하늘과 땅 사이에 있는 것, 사람들이 과거와 현재와 미래라고 부르는 것은 무엇 위에서 씨실과 날실로 짜여져 있습니까?" 야즈나발키야가 답했다. "공간이다." | ” |

가르기는 만족하지 못하고 다음 질문을 던졌다.

| “ | 그렇다면 공간은 무엇 위에서 씨실과 날실로 짜여져 있습니까? 야즈나발키야가 답했다. 오 가르기여, 진실로 이 세상에서 수천 년 동안 희생과 숭배를 행하고 고행을 겪더라도 그 불멸자를 알지 못한다면 그의 [일]은 참으로 제한적이다. 이 불멸자 위에 보이지 않는 것이, 오 가르기여, 공간이 씨실과 날실로 짜여져 있다. | ” |

그런 다음 그녀는 브라흐만(불멸자의 세계)이 무엇인지 묻는 마지막 질문을 던졌다. 야즈나발키야는 가르기에게 정신적 균형을 잃지 않도록 더 이상 나아가지 말라고 말하며 토론을 끝냈다. 이것으로 그들의 토론은 끝났고, 그녀는 야즈나발키야의 뛰어난 지식을 인정하며 다음과 같이 말했다. "존경하는 브라만들이여, 그에게 절을 함으로써 벗어날 수 있다면 그것을 큰 일로 여겨도 좋다. 아무도 브라흐만에 관한 어떤 논쟁에서도 그를 이길 수 없을 것이라고 나는 믿는다."
그녀의 철학적 견해는 찬도기야 우파니샤드에서도 언급되었다. 요가 야즈나발키야, 요가에 대한 고전적인 텍스트는 가르기와 현자 야즈나발키야 사이의 대화이다. 가르기는 미틸라의 자나카 왕 궁정에서 나바라트나 (아홉 보석) 중 한 명으로 존경받았다.

## 대중 문화
배우 리차 소니는 2015-16년 스타 플러스에서 방영된 인도 텔레비전 시트콤 시야 케 람에서 가르기 바차크나비 역을 연기했다. 이 시리즈는 현재 디즈니+ 핫스타에서 시청할 수 있다. 배우 미나크시 세티는 스와스틱 프로덕션의 쇼 쉬리마드 라마얀에서 그 역할을 연기했다.

## 참고 문헌
- Ahuja, M.L. (2011). 《Women in Indian Mythology》. Rupa Publications. ISBN 978-81-291-2171-4.
- Banerji, Sures Chandra (1989년 1월 1일). 《A Companion to Sanskrit Literature: Spanning a Period of Over Three Thousand Years, Containing Brief Accounts of Authors, Works, Characters, Technical Terms, Geographical Names, Myths, Legends, and Several Appendices》. Motilal Banarsidass. ISBN 978-81-208-0063-2.
- Carmody, Denise; Brink, T. (2013년 1월 1일). 《Cengage Advantage Books: Ways to the Center: An Introduction to World Religions》. Cengage Learning. ISBN 978-1-285-41529-1.
- Gadkari, Jayant (1996년 1월 1일). 《Society and Religion: From Rugveda to Puranas》. Popular Prakashan. ISBN 978-81-7154-743-2.
- Glucklich, Ariel (2008년 4월 11일). 《The Strides of Vishnu : Hindu Culture in Historical Perspective: Hindu Culture in Historical Perspective》. Oxford University Press. ISBN 978-0-19-971825-2.
- 《Great Women of India》. Know India. PrabhatPrakashan. 2005. ISBN 978-81-87100-34-8.
- Kapur-Fic, Alexandra R. (1998년 1월 1일). 《Thailand: Buddhism, Society, and Women》. Abhinav Publications. ISBN 978-81-7017-360-1.
- Kumar, Raj (2004년 1월 1일). 《Essays on Social Reform Movements》. Discovery Publishing House. ISBN 978-81-7141-792-6.
- Mody, Rekha (1999). 《A Quest for Roots: Stree Shakti》. Stree Shakti.
- Mookerji, Radha Kumud (1998년 1월 1일). 《Ancient Indian Education: Brahmanical and Buddhist》. Motilal Banarsidass. ISBN 978-81-208-0423-4.
- O'Malley, Charles Donald (1970). 《The History of Medical Education: An International Symposium Held February 5-9, 1968》. University of California Press. ISBN 978-0-520-01578-4.